# Dave Bartholomew
Dave Bartholomew (Edgard, 1918. december 24. – Metairie, 2019. június 23.) amerikai dzsessztrombitás, zenekarvezető, hangszerelő, lemezproducer.

## Pályakép
Dave Bartholomew a louisianai Edgardban született. Trombitásként debütált a New Orleans-i indulózenekarokban, majd Mississippiben egy klubban. Ezután létrehozta saját zenekarát, amely rövidesen Louisiana egyik legnépszerűbb zenekara lett.
1949-ben az Imperial Records művészeti igazgatójának nevezték ki. A Hideaway klubban megpillantotta Fats Dominot. Számos slágert írtak együtt, pl.: Ain't That a Shame (1955), a Blue Monday (1956), az I'm Walkin' (1957), a My Girl Josephine (1960).
Dave Bartholomew összeállított egy zenekart, melynek tagjai: Allen Toussaint (zongora), Frankie Fields (basszusgitár), Earl Palmer (dob), Lee Allen, Herb Hardestry és Alvin Tyler (szaxofonok) voltak. Játszották például a Tutti Fruttit Little Richardtól − egyebek mellett. Ő maga énekelt is, mint például a Country Boy-t (1949) és a Good Jax Boogie-t (1950).
1963-ban a Liberty Records megvásárolta az Imperialt. Bartholomew nem hajlandó elhagyni New Orleans-t, ezért félig-meddig visszavonult. Az 1980-as években felvett még néhány dixieland-lemezt.
Utoljára a New Orleans Jazz and Heritage Festival-on lépett fel. 1991-ben Bartholomew bekerült a Rock and Roll Hall of Fame-be, 2007-ben pedig a Blues Hall of Fame-be.

## Albumok

### LP
- Fats Domino presents Dave Bartholomew and His Great Big Band (1961)
- New Orleans House Party – Dave Bartholomew (1963)

### Dave Bartholomew & His Sextette
- She's Got Great Big Eyes (1947)
- Stardust / Dave’s Boogie Woogie (1947)

### Dave Bartholomew Orchestra
- Girt Town Blues / High Society Blues (1949)
- Nickel Wine (1949)
- Country Boy / Mr. Fool (1950)
- Carnival Day / That's How You Got Killed Before (1950)
- Messy Bessie / Frantic Chick (1950)
- 3x7=21 / Don’t Marry Too Soon (1950)
- Oh Cubanas / Going to Chow (1950)
- Poppa Stoppa Theme Song (1950)
- Country Boy Goes Home / Ain't Gonna Do It (1950)
- Basin Street Breakdown (1950)
- Tra La La / Treejim (1951)
- Sweet Home Blues / Twins (1951)
- In The Alley / I'll Never Be The Same (1951)
- Lawdy Lawdy Lord Part 1 / Lawdy Lawdy Lord Part 2 (1952)
- My Ding-A-Ling / Bad Habit (1952)
- Who Drank My Beer While I Was in the Rear / Little Girl Sing Ding-A-Ling (1952)
- The Golden Rule / Mother Knows Best (1952)
- No More Black Nights / Air Tight (1953)
- Jump Children / Cat Music (1954)
- Four Winds / Every Night, Every Day (1955)
- Shrimp and Gumbo / Old Cowhand from the Blues Band (1956)
- Would You (If I Loved You Darling) / Turn Your Lamp Down Low (1956)
- The Shufflin' Fox / The Monkey (1957)
- Cinderella / Hard Times (1957)
- People Are Talking / Yeah Yeah (1961)
- Junk Man / Hey Hey (1967)

## Filmek
- Dave Bartholomew az IMDb-n

## Díjak
- 1991: Rock and Roll Hall of Fame
- 2007: Blues Hall of Fame

## Fordítás
Ez a szócikk részben vagy egészben  a   Dave Bartholomew című francia Wikipédia-szócikk ezen változatának fordításán alapul.  Az eredeti cikk szerkesztőit annak laptörténete sorolja fel. Ez a jelzés csupán a megfogalmazás eredetét és a szerzői jogokat jelzi, nem szolgál a cikkben szereplő információk forrásmegjelöléseként.